# ダンス、ダンス (フォール・アウト・ボーイの曲)
「ダンス、ダンス」（英: Dance, Dance）は、アメリカ合衆国のロックバンドであるフォール・アウト・ボーイの楽曲。2005年5月3日にデビュー・アルバム『フロム・アンダー・ザ・コーク・ツリー』の収録曲として発売され、同年10月31日に同作からの第2弾シングルとして発売された。2006年4月10日にはイギリスでB面に「シュガー、ウィアー・ゴーイン・ダウン」の別アレンジを収録した7インチシングルが発売された。
Billboard Hot 100では31週にわたってチャートインし、2006年1月に最高位9位を記録。アメリカレコード協会からは2023年11月時点でクインタプル・プラチナ認定を受けている。

## 曲の構成
本作のジャンルは主にポップ・パンク、エモに分類される。キーはBマイナーで、テンポは110 BPM。
歌詞は感情的経験をしたことがある女性への葛藤を歌ったもの。リード・ボーカルのパトリック・スタンプはMTVの取材で、本作の作曲に際してデヴィッド・ボウイの「モダン・ラヴ」からの影響を受けたことを語っている。
プロデューサーのニール・アヴロンは、最後のコーラスに「もう少し厚み」を持たせる必要があったことから、ミキシングルームでのミキシング作業の最中にスタンプにボーカルを加えてもらったことを明かしている。

## 評価
本作は批評家から好意的な評価を得ている楽曲であり、2015年に音楽雑誌『ビルボード』はフォール・アウト・ボーイの楽曲が発表した楽曲から「優れている10曲」を選出して本作を2番目にランク付けし、2021年に音楽雑誌『ケラング!』は同様に選出した20曲の中で最も優れた楽曲とランク付けした。
音楽雑誌『オルタナティヴ・プレス』のレスリー・サイモンは、本作のベースを肯定的に捉え、ブリッジの歌詞の一節を引き合いに「ウェンツがただの作詞家ではなく、真の作家であることを証明している」と評した。ポップカルチャー情報誌『ローリング・ストーン』のクリスティアン・ホードは、アルバム『フロム・アンダー・ザ・コーク・ツリー』のレビューの中で本作について「よく練り上げられたリフレインは、リンダ・ペリーやサーズデイとの共演を暗示している」と述べた。

## チャート成績
本作は2006年1月に音楽雑誌『ビルボード』のHot 100で最高位9位を記録し、前作「シュガー、ウィアー・ゴーイン・ダウン」（最高位8位）から連続でトップ10入りを果たした。同誌のPop 100では最高位6位を記録した。2014年2月時点でアメリカ国内でのダウンロード数は222万6000ダウンロードを記録していた。アメリカレコード協会からは2007年1月10日にプラチナ認定、2023年11月28日にクインタプル・プラチナ認定を受けた。
イギリスでは全英シングルチャートで最高位8位を記録。2020年8月7日、英国レコード産業協会から60万を超える売上数とストリーミング数によりプラチナ認定を受けた。

## ミュージック・ビデオ
本作のミュージック・ビデオの監督はアラン・ファーガソンが務めた。ビデオはハイスクールで催されたダンスパーティーを舞台とし、派閥や性的な緊張、女性蔑視などが描かれている。また、これまでに発表されたフォール・アウト・ボーイの楽曲やコメディ映画『ナーズの復讐』のパロディが含まれているほか、ジム・クラス・ヒーローズのトラヴィー・マッコイとアーマー・フォー・スリープのベン・ジョーゲンセンがカメオ出演している。

## 受賞・ノミネート歴
| 年   | 賞                                   | 部門                                         | 結果       | 注     |
| ---- | ------------------------------------ | -------------------------------------------- | ---------- | ------ |
| 2006 | MTV Video Music Awards               | 視聴者の選ぶベスト・ビデオ                   | 受賞       | [ 24 ] |
| 2006 | MTV Video Music Awards               | 最優秀グループビデオ賞                       | ノミネート | [ 24 ] |
| 2006 | マッチミュージック・ビデオ・アワード | フェイバリット・インターナショナル・グループ | 受賞       | [ 25 ] |
| 2006 | ティーン・チョイス・アワード         | Choiceロック・トラック                       | 受賞       | [ 26 ] |
| 2006 | ティーン・チョイス・アワード         | Choiceシングル                               | 受賞       | [ 26 ] |

## 発売後
本作は『Dance Dance Revolution SuperNova』（2006年）、『Madden NFL 06』（2006年）、『Karaoke Revolution Presents: American Idol Encore 2』（2008年）などのゲーム作品に収録された。
2005年にビタミン・ストリング・カルテットがアルバム『VSQ Performs Fall Out Boy』で本作をカバー。2008年にフォール・アウト・ボーイが発表した楽曲「ピッタリだぜ、ドニー」のエンディングでは、パニック!アット・ザ・ディスコのブレンドン・ユーリーが本作の一部を歌唱している。
キッズ・ボップは2006年にアルバム『Kidz Bop 10』で本作をカバーする予定であったが、後に取りやめた。収録予定曲の発表時に歌詞に性的な描写が含まれていることにより、ネット上で問題視されており、歌詞の変更を認めなかったフォール・アウト・ボーイ側の要請が取りやめた理由とみられたが、レザー&タイの広報担当者のキャライズ・ヤッターはこれを否定している。

## シングル収録曲
- 全作詞: ピート・ウェンツ、全作曲: フォール・アウト・ボーイ

| #         | タイトル                         | 作詞 | 作曲・編曲 | 時間 |
| --------- | -------------------------------- | ---- | ---------- | ---- |
| 1.        | 「ダンス、ダンス」(Dance, Dance) |      |            | 3:00 |
| 合計時間: | 合計時間:                        | 3:00 |            |      |

| #         | タイトル | 作詞 | 作曲・編曲 | 時間 |
| --------- | --- | ---- | ---------- | ---- |
| 1.        | 「ダンス、ダンス」(Dance, Dance) |      |            | 3:03 |
| 2.        | 「イッツ・ノット・ア・サイド・エフェクト・オブ・ザ・コカイン・アイ・アム・シンキング・イット・マスト・ビー・ラヴ」(It's Not a Side Effect of the Cocaine, I Am Thinking It Must Be Love) |      |            | 2:11 |
| 合計時間: | 合計時間: | 5:14 |            |      |

| #         | タイトル | 作詞 | 作曲・編曲 | 時間 |
| --------- | --- | ---- | ---------- | ---- |
| A.        | 「ダンス、ダンス」(Dance, Dance) |      |            | 3:00 |
| 2.        | 「シュガー、ウィアー・ゴーイン・ダウン（ゼイン・ロウ・セッション - ロンドン・2006）」(It's Not a Side Effect of the Cocaine, I Am Thinking It Must Be Love) |      |            | 3:49 |
| 合計時間: | 合計時間: | 6:49 |            |      |

## クレジット
※出典
フォール・アウト・ボーイ
- パトリック・スタンプ – リード・ボーカル、リズムギター、作曲
- ピート・ウェンツ – ベースギター、バックグラウンド・ボーカル、作詞作曲
- ジョー・トローマン – リードギター、バックグラウンド・ボーカル、作曲
- アンディ・ハーレー – ドラム、作曲

制作スタッフ
- ニール・アヴロン – プロデューサー、レコーディング・エンジニア
- トム・ロード＝アルジェ – ミキシング
- フェミオ・エルナンデス – アシスタント・ミキシング・エンジニア
- トラヴィス・ハフ – エンジニア（Pro Tools）

## チャート

### 週間チャート
| チャート (2005年 - 2006年)                    | 最高位 |
| --------------------------------------------- | ------ |
| カナダ デジタル・ソング・セールス (Billboard) | 3      |
| カナダ CHR/Pop Top 30 (Radio & Records)       | 5      |
| カナダ Rock Top 30 (Radio & Records)          | 5      |
| アイルランド (IRMA)                           | 35     |
| スコットランド (Official Charts Company)      | 7      |
| UK シングルス (OCC)                           | 8      |
| US Billboard Hot 100                          | 9      |
| US Alternative Airplay (Billboard)            | 2      |
| US Adult Top 40 (Billboard)                   | 25     |
| US Dance/Mix Show Airplay (Billboard)         | 19     |
| US Dance Club Songs (Billboard)               | 24     |
| US Pop Airplay (Billboard)                    | 5      |
| US Pop 100 (Billboard)                        | 6      |

### 年間チャート
| チャート (2006年)                 | 順位 |
| --------------------------------- | ---- |
| US Billboard Hot 100              | 33   |
| US Modern Rock Tracks (Billboard) | 9    |
| US Pop 100 (Billboard)            | 23   |

| チャート (2007年)  | 順位 |
| ------------------ | ---- |
| ブラジル (Crowley) | 90   |

## 認定
| 国/地域                                                     | 認定        | 認定/売上数 |
| ----------------------------------------------------------- | ----------- | ----------- |
| ブラジル (ABPD)                                             | Gold        | 30,000      |
| カナダ (Music Canada)                                       | Platinum    | 80,000*     |
| ニュージーランド (RMNZ)                                     | Platinum    | 30,000      |
| イギリス (BPI)                                              | Platinum    | 600,000     |
| アメリカ合衆国 (RIAA)                                       | 5× Platinum | 5,000,000   |
| * 認定のみに基づく売上数 · 認定のみに基づく売上数と再生回数 |             |             |

## 発売日一覧
| 国/地域        | 発売日         | 規格                   | レーベル     | 注           |
| -------------- | -------------- | ---------------------- | ------------ | ------------ |
| アメリカ合衆国 | 2005年10月31日 | オルタナティヴ・ラジオ | アイランド   | [ 3 ] [ 56 ] |
| イギリス       | 2006年4月10日  | 7インチ                | マーキュリー | [ 5 ]        |
| イギリス       | 2006年4月17日  | CD                     | マーキュリー | [ 57 ]       |